# Bảo tàng nghệ thuật đương đại ở Kraków
Bảo tàng nghệ thuật đương đại ở Kraków (MOCAK), (tiếng Ba Lan: Muzeum Sztuki Współczesnej w Krakowie), là một phòng trưng bày nghệ thuật đương đại ở Kraków, Ba Lan khai trương vào ngày 19 tháng 5 năm 2011  Nằm cách trung tâm thành phố 3 km, trên một phần bị phá hủy của nhà máy Oskar Schindler, mục đích của phòng trưng bày là trình bày và hỗ trợ nghệ thuật dành cho các nghệ sĩ đương đại, đặc biệt là nghệ thuật từ hai thập kỷ qua.
Bảo tàng bao gồm thư viện, hiệu sách, quán cà phê và phòng thí nghiệm bảo tồn nghệ thuật đương đại.
Bảo tàng có các tác phẩm của các nghệ sĩ như AES + F, Krzysztof Wodiczko, Beat Streuli, Ragnar Kjartansson, Robert Kuśmirowski, Tomasz Bajer, Krištof Kintera, Maria Stangret và Edward Dwurnik. Triển lãm thường trực nằm ở tầng một của tòa nhà và triển lãm tạm thời được trưng bày ở tầng hai.
Tòa nhà của bảo tàng được thiết kế bởi Claudio Nardi  và nó được lấy cảm hứng từ kiến trúc tân cổ điển. Khu vực triển lãm được chia thành nhiều phần và có diện tích 4.000 mét vuông trong khi diện tích của toàn bộ bảo tàng bao gồm 10.000 mét vuông. Chi phí của bảo tàng ước tính khoảng 70 triệu PLN (khoảng 16 triệu euro) và việc xây dựng nó được đồng tài trợ từ các quỹ của Liên minh châu Âu.